# استوونی پوینت (اکلاهما)
استوونی پوینت (به انگلیسی: Stoney Point) شهری در ایالت اکلاهما کشور ایالات متحده آمریکا است که جمعیت آن در سرشماری سال ۲۰۱۰ میلادی، ۲۳۸ نفر بوده‌است.